# 4-Ethyl-2,5-dimethoxyphenylethylamin
4-Ethyl-2,5-dimethoxyphenethylamin (abgekürzt auch 2C-E) ist ein Psychedelikum, das strukturell zur Gruppe der Phenylethylamine, sowie zur Stoffgruppe der „2C“-Verbindungen gehört. Es ist auch unter dem Szenenamen Aquarust bekannt. Es wurde erstmals von Alexander Shulgin synthetisiert. 2C-E wird meist in seiner Form als Hydrochlorid verwendet.

## Pharmakologische Eigenschaften

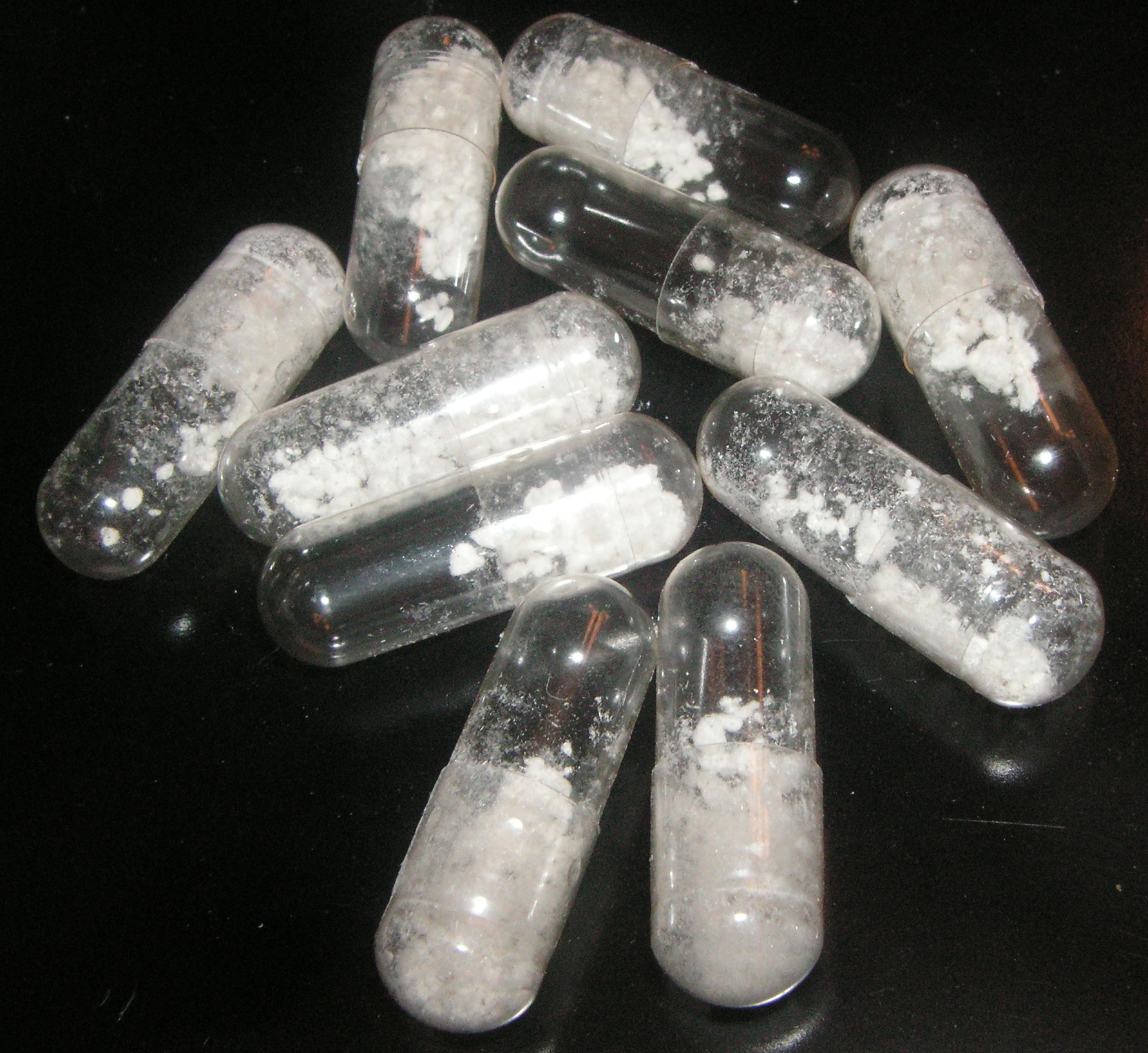
Kapseln, gefüllt mit 20 mg 2C-E

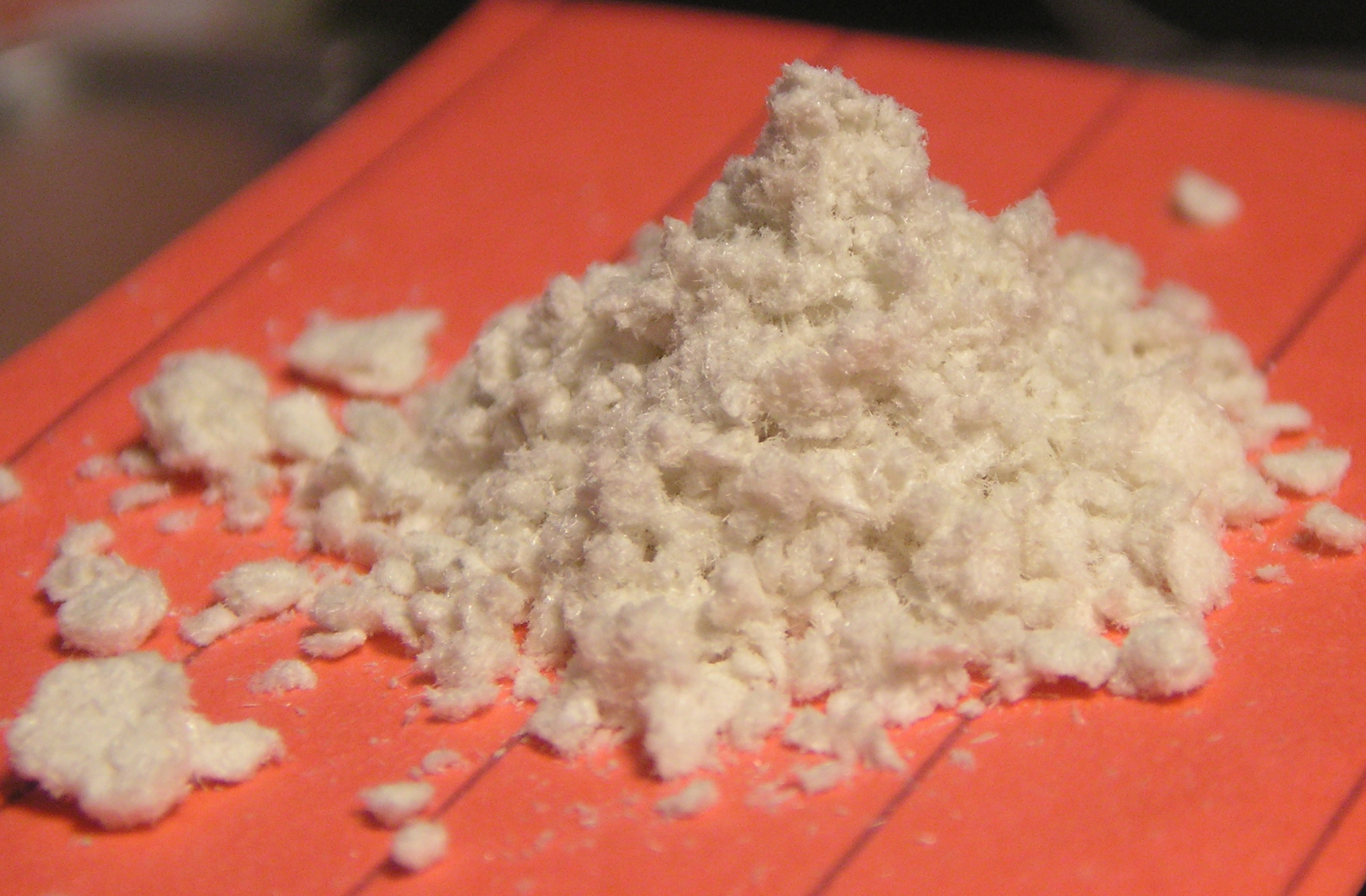
200 mg gehäuftes 2C-E

### Analytik
Der zuverlässige qualitative und quantitative Nachweis von 2C-E gelingt nach angemessener Probenvorbereitung durch Einsatz der HPLC und Massenspektrometrie.

### Pharmakodynamik
Es wird vermutet, dass sich 2C-E, wie die meisten Halluzinogene, an die 5-HT2A-Rezeptoren anbindet und so die psychedelischen Effekte erzeugt. 2C-E wirkt (unter anderem) als Serotonin-Noradrenalin-Wiederaufnahmehemmer (IC50 5-HT: 72±16 μM NE: 89±27 μM).
Konsumenten beschreiben die Wirkungen von 2C-E als ähnlich denen anderer psychedelischer Phenylethylamine, allerdings weitaus stärker.
Im Vergleich zu ähnlichen Dimethoxyphenylethylaminen wie 2C-I und 2C-B erzeugt 2C-E eher stärkere Synästhesien, Klangverzerrungen, erweiterte Wahrnehmung von Musik und visuelle Erscheinungen. Alexander Shulgin klassifiziert 2C-E in seinem Buch PiHKAL (Phenethylamines I Have Known And Loved) als Mitglied des „magischen halben Dutzend“.
Die Einnahme eines SSRI verringert für gewöhnlich die Intensität und die Länge der Wirkung. Der Mischkonsum von serotonergen Substanzen, welche einen Großteil der Rauschmittel bzw. psychotropen Stoffe, insbesondere der Psychedelika, aber auch Antidepressiva wie SSRI und MAOI umfassen, birgt allerdings grundsätzlich die Gefahr der Nebenwirkungen des gefährlichen und potenziell tödlichen Serotonin-Syndroms.

### Pharmakokinetik
2C-E wird peroral oder nasal eingenommen. Der nasale Konsum wird allerdings als sehr schmerzhaft und unangenehm beschrieben. Die Wirkung setzt sehr rasch nach der nasalen Einnahme ein (1–10 min), die orale setzt hingegen verzögert ein (20–90 min). Shulgin gibt die oral wirksame Dosis im Bereich von 10–25 mg an, die Wirkdauer mit 8–12 Stunden.

### Nebenwirkungen
2C-E ist eine Forschungschemikalie, die keine therapeutische Anwendung findet, da derzeit nicht genügend über Nebenwirkungen, langfristige Schäden, Suchtpotential usw. bekannt ist.

## Rechtsstatus

### Deutschland
Mit der Verabschiedung der 28. Verordnung zur Änderung betäubungsmittelrechtlicher Vorschriften am 5. Dezember 2014 wurde 2C-E dem Betäubungsmittelgesetz unterstellt, Handel und Abgabe sind seitdem verboten (BGBl. I S. 1999).
Im Zusammenhang mit einer Massenvergiftung von neunundzwanzig Tagungsteilnehmern eines Heilpraktiker-Treffens im September 2015 in Handeloh, die möglicherweise mit der Droge experimentiert hatten, wird ein strafrechtlicher Hintergrund geprüft, in erster Linie jedoch ein zivilrechtlicher Anspruch wegen der Herbeiführung eines Großeinsatzes von Rettungskräften.

### Österreich
In Österreich war 2C-E nicht in der Suchtgiftverordnung SV aufgeführt und somit legal. Seit dem 1. Februar 2012 unterliegt 2C-E jedoch dem „Bundesgesetz über den Schutz vor Gesundheitsgefahren im Zusammenhang mit Neuen Psychoaktiven Substanzen“ (Neue-Psychoaktive-Substanzen-Gesetz, NPSG). Ähnlich dem Suchtmittelgesetz, ist der Umgang mit „Neuen Psychoaktiven Substanzen“ (“Legal Highs” bzw. Research Chemicals) strafrechtlich untersagt. Genauer ist die Erzeugung, die Ein- und Ausfuhr sowie die Überlassung und Verschaffung (Weitergabe) solcher Substanzen, um daraus einen Vorteil zu ziehen, verboten, wenn dies zum Zweck des menschlichen Konsums geschieht.

### Schweiz
In der Schweiz wird 2C-E mit Inkrafttreten der revidierten Betäubungsmittelverordnung von Swissmedic am 1. Dezember 2011 dem Betäubungsmittelgesetz unterstellt und ist somit ab diesem Zeitpunkt illegal. Einfuhr, Besitz, Vertrieb etc. werden nach dem Betäubungsmittelgesetz geahndet.

### USA
In den USA ist 2C-E seit dem 9. Juli 2012 in der Schedule I zu finden. Besitz, Handel und Herstellung sind damit strafbar.